# テヘランでロリータを読む
『テヘランでロリータを読む』（Reading Lolita in Tehran: A Memoir in Books）は、イランの作家・教授のアーザル・ナフィースィーによる本。2003年に出版され、ニューヨーク・タイムズのベストセラーリストに100週間以上掲載され、32の言語に翻訳されている。

## 題名
題名は、12歳の思春期の少女と性的関係にある中年男性についての物語である、ウラジーミル・ナボコフの小説『ロリータ』に言及している。